# United Cup
United Cup je tenisový turnaj smíšených reprezentačních týmů hraný od roku 2023 v Austrálii jako zahájení profesionálních sezón mužů ATP Tour a žen WTA Tour. Organizátory se staly Asociace tenisových profesionálů, Ženská tenisová asociace a australský svaz Tennis Australia. Soutěž nahradila týmový ATP Cup probíhající v letech 2020–2022 a smíšeným charakterem navázala na Hopman Cup, jehož úvodní ročník se konal v roce 1989.
Turnaj je hrán ve formátu šesti základních skupin. Po třech skupinách hostí Perth a Sydney, kde se koná i závěrečné Final Four. Vítězové skupin a nejlepší tým z 2. míst v každém dějišti postupují do čtvrtfinále, od nějž soutěž probíhá vyřazovacím systémem. Události se účastní 18 národních výběrů, každý tvořený až třemi muži a třemi ženami.

## Historie
Národní tenisový svaz Tennis Australia 7. září 2022 oznámil, že mezinárodní týmovou soutěž mužů ATP Cup, hranou v letech 2020–2022 v Austrálii, nahradí v úvodu australské letní sezóny týmová soutěž stejného formátu i se zapojením žen. V roce 2023 tak vznikl United Cup, na jehož organizaci se k mužské Asociaci tenisových profesionálů (ATP) připojila i ženská řídící organizace Ženská tenisová asociace (WTA). 
ATP Cup a United Cup historicky navázaly na Hopmanův pohár, probíhající do roku 2019 v Perthu, který byl organizován Mezinárodní tenisovou federací. Další dvě řídící organizace ATP a WTA jej neuznaly za oficiální turnaj a tenisty, kteří na něm startovali – navzdory probíhajícímu oficiálnímu kalendáři – penalizovali peněžními částkami.
Úvodní ročník United Cupu se v roce 2023 konal v Brisbane, Perth a Sydney. Každé město hostilo dvě tříčlenné skupiny, jejichž vítězové sehráli městské finále – vzájemné utkání o postup do finálového turnaje v Sydney pro čtyři účastníky. Z každého dějiště tak postoupil jeden vítěz a čtveřici Final Four doplnil jeden poražený z městských finále s nejlepším výsledkem ze všech tří odehraných utkání (ve skupině a městském finále). V roce 2024 zůstala pouze dvě dějiště, když se do Brisbane po čtyřleté pauze vrátil individuální turnaj okruhu. Perth i a Sydney přivítaly tři skupiny a městská finále nahradily čtvrtfinálové zápasy, jejichž vítězové postoupili do sydneyského semifinále (Final Four). Trojici vítězů skupin v každém místě konání doplnil pro čtvrtfinále nejlepší tým z 2. míst.

## Turnaj

### Formát

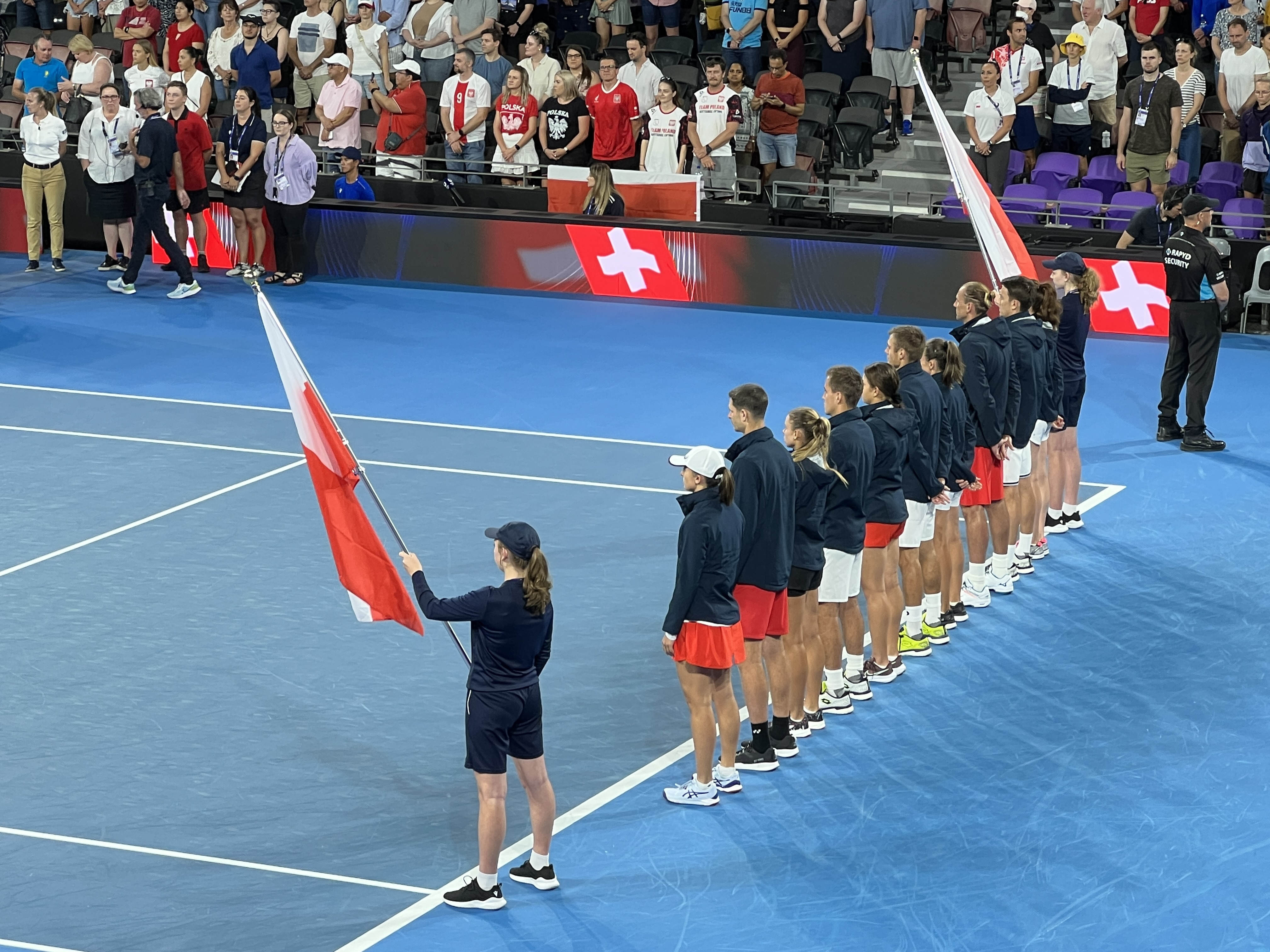
Slavnostní nástup Polska v úvodním ročníku 2023 v Brisbane vedený světovou jedničkou Świątekovou a jedenáctkou Hurkaczem

Formát soutěže sestává ze šesti tříčlenných základních skupin, s 18 národními družstvy. Každé dějiště – Perth a Sydney, hostí tři skupiny. Vítězové skupin postupují do čtvrtfinále, odpovídajícímu dvou městským semifinále. Trojici celků v každém městě doplní nejlepší tým z 2. místa daného dějiště. Vítězové čtvrtfinálových duelů se utkají v semifinále – závěrečné fázi Final Four v Sydney. Skupinová fáze se hraje ve formátu „každý s každým“ a od čtvrtfinále pak vyřazovacím systémem.
Jednodenní mezistátní zápas má na programu dvouhra mužů i žen v náhodném pořadí a závěrečnou smíšenou čtyřhru. Tým vedený kapitánem tvoří dva mužští singlisté a dvě singlistky. Jeho součástí mohou být deblista a deblistka, v pozici týmových trojek.  Utkání jsou hrána na dvě vítězné sady, se závěrečným 7bodovým tiebreakem. Ve smíšené čtyřhře probíhá namísto rozhodujícího setu 10bodový supertiebreak a nehrají se výhody, po shodě následuje vítězný bod gamu. Hráčům jsou přidělovány body do žebříčků ATP a WTA podle kategorií ATP 500 a WTA 500.

### Kvalifikační kritéria
Na turnaji startuje 18 národních týmů:
- 5 týmů se kvalifikuje na základě svého nejvýše postaveného tenisty v redukovaném žebříčku ATP,
- 5 týmů se kvalifikuje na základě své nejvýše postavené tenistky v redukovaném žebříčku WTA,
- 8 týmů se kvalifikuje na základě součtu žebříčkových postavení nejvýše postaveného muže a ženy daného týmu.

Austrálie jako hostitelský stát má zajištěnou účast nezávisle na žebříčkovém postavení australských tenistů. Pokud se nekvalifikuje standardním způsobem, obdrží divokou kartu.

## Přehled finále
| Místo finále | rok  | vítěz             | finalista | výsledek |
| ------------ | ---- | ----------------- | --------- | -------- |
| Sydney       | 2023 | Spojené státy     | Itálie    | 4–0      |
| Sydney       | 2024 | Německo           | Polsko    | 2–1      |
| Sydney       | 2025 | Spojené státy (2) | Polsko    | 2–0      |

## Výsledek podle národů
| Stát               | 2023  | 2023 | 2024  | 2024 | 2025  | 2025 | Celkem | Celkem |
| Stát               | kolo  | V–P  | kolo  | V–P  | kolo  | V–P  | účastí | V–P    |
| ------------------ | ----- | ---- | ----- | ---- | ----- | ---- | ------ | ------ |
| Argentina          | ZS    | 0–2  | –     | –    | ZS    | 1–1  | 2      | 1–3    |
| Austrálie          | ZS    | 1–1  | SF    | 2–2  | ZS    | 1–1  | 3      | 4–4    |
| Belgie             | ZS    | 0–2  | –     | –    | –     | –    | 1      | 0–2    |
| Brazílie           | ZS    | 1–1  | ZS    | 0–2  | ZS    | 0–2  | 3      | 1–5    |
| Bulharsko          | ZS    | 1–1  | –     | –    | –     | –    | 1      | 1–1    |
| Česko              | ZS    | 1–1  | ZS    | 0–2  | SF    | 2–2  | 3      | 3–5    |
| Čína               | –     | –    | ČF    | 1–2  | ČF    | 1–2  | 2      | 2–4    |
| Francie            | ZS    | 1–1  | SF    | 3–1  | ZS    | 0–2  | 3      | 4–4    |
| Chile              | –     | –    | ZS    | 1–1  | –     | –    | 1      | 1–1    |
| Chorvatsko         | MF    | 2–1  | ZS    | 1–1  | ZS    | 0–2  | 3      | 3–4    |
| Itálie             | F     | 3–2  | ZS    | 0–2  | ČF    | 2–1  | 3      | 5–5    |
| Kanada             | –     | –    | ZS    | 1–1  | ZS    | 1–1  | 2      | 2–2    |
| Kazachstán         | ZS    | 0–2  | –     | –    | SF    | 3–1  | 2      | 3–3    |
| Německo            | ZS    | 0–2  | Titul | 4–1  | ČF    | 2–1  | 3      | 6–4    |
| Nizozemsko         | –     | –    | ZS    | 1–1  | –     | –    | 1      | 1–1    |
| Norsko             | ZS    | 0–2  | ČF    | 1–2  | ZS    | 0–2  | 3      | 1–6    |
| Polsko             | SF    | 3–1  | F     | 4–1  | F     | 4–1  | 3      | 11–3   |
| Řecko              | SF    | 3–1  | ČF    | 1–2  | ZS    | 1–1  | 3      | 5–4    |
| Spojené království | MF    | 2–1  | ZS    | 1–1  | ČF    | 1–2  | 3      | 4–4    |
| Spojené státy      | Titul | 5–0  | ZS    | 1–1  | Titul | 5–0  | 3      | 11–1   |
| Srbsko             | –     | –    | ČF    | 2–1  | –     | –    | 1      | 2–1    |
| Španělsko          | ZS    | 0–2  | ZS    | 1–1  | ZS    | 0–2  | 3      | 1–5    |
| Švýcarsko          | ZS    | 1–1  | –     | –    | ZS    | 1–1  | 2      | 2–2    |

| Legenda | Legenda                  | Legenda | Legenda                     |
| ------- | ------------------------ | ------- | --------------------------- |
| V–P     | mezistátní výhry–prohry  | ZS      | vyřazení v základní skupině |
| MF      | prohra v městském finále | ČF      | prohra ve čtvrtfinále       |
| SF      | prohra v semifinále      | F       | prohra ve finále            |
| Titul   | vítězství v turnaji      | —       | —                           |

## Dějiště
| Perth                                              | Sydney             | Brisbane         |
| -------------------------------------------------- | ------------------ | ---------------- |
| RAC Arena                                          | Ken Rosewall Arena | Pat Rafter Arena |
| Kapacita: 15 500                                   | Kapacita: 10 500   | Kapacita: 5 500  |
|                                                    |                    |                  |
| od 2023                                            | od 2023            | 2023             |
| Brisbane · (2023) Sydney Perth Dějiště United Cupu |                    |                  |